# Paul Boudet (homme politique)
Pour les articles homonymes, voir Paul Boudet et Boudet.
Paul Boudet est un homme politique français né à Laval le 13 novembre 1800 et mort à Paris le 17 novembre 1877.

## Biographie
Issu de la famille Boudet, originaire du Nord mais fixée à Caussade (Tarn-et-Garonne) dès le XVIe siècle, fils du baron Étienne Boudet, maire de Laval, conseiller général et député de la Mayenne, Paul Boudet, fut reçu avocat et, après avoir été stagiaire dans le cabinet de Dupin aîné, il se fit inscrire au barreau de Paris en 1821. Avec l'ardeur d'un caractère emporté, il ne tarda pas à manifester ses sentiments libéraux et anticléricaux. Protestant et franc-maçon, il fit partie de la Charbonnerie sous la Restauration. Il laissait la plus grande liberté religieuse aux siens. Mme Boudet, née Marie-Antoinette Fourchon, était une catholique fervente et ses filles furent élevées dans la religion de leur mère.

### Sous la monarchie de Juillet
Il adhéra avec enthousiasme à la monarchie de Juillet et fut élu, le 4 février 1834, député par le 1er collège électoral de la Mayenne (Laval) (97 voix sur 153 votants et 311 inscrits contre 56 à M. Sourdille de Lavalette), en remplacement de Prosper Delauney, démissionnaire. Il échoua aux Élections législatives de 1834 suivant (54 voix contre 114 à Jean-Baptiste Bidault de Frétigné, ancien député), mais fut élu, le 2 septembre de la même année, dans le 2e collège de la Mayenne (52 voix sur 87 votants et 235 inscrits contre 35 à M. Davivier), en remplacement de Maurice Ollivier, démissionnaire. Il fut réélu aux Élections législatives de 1837 (110 voix sur 155 votants et 283 inscrits) et aux Élections législatives de 1839.
Le 12 mai 1839, Jean-Baptiste Teste le nomma secrétaire général du ministère de la Justice (1839-1840) et conseiller d'État. De ce fait, il fut soumis à réélection et ses électeurs lui renouvelèrent leur confiance le 29 juin suivant. Il demeura secrétaire général du ministère de la Justice jusqu'à la chute du ministère Thiers le 29 octobre 1840.
Sous le Gouvernement Jean-de-Dieu Soult, il entra dans l'opposition et vota constamment avec le centre gauche. Il fut réélu comme député aux Élections législatives de 1842 (145 voix sur 167 votants et 327 inscrits contre 14 à Jules Bernard-Dutreil) et vota contre l'indemnité Pritchard, demandée par Guizot (1843). Son mandat lui fut renouvelé aux Élections législatives de 1846 (180 voix sur 193 votants et 335 inscrits). Il parut alors se rapprocher de la droite, restant dans l'opposition, mais de manière plus modérée qu'auparavant.
Pendant cette période, il établit deux rapports relatifs à la demande en autorisation de poursuites contre Émile de Girardin, et à une réduction de 10 000 francs sur la somme des fonds secrets votée par la loi de 1845, et cela, afin de faire échec au ministère. Après l'arrestation de Mme d'Hauteville et les perquisitions faites à son Château de Hauteville en juillet 1847, il monta à la tribune de l'Assemblée Nationale pour dénoncer les menées légitimistes dans les arrondissements de Laval et de Mayenne.

### Sous la Deuxième République
Lorsque la Deuxième République supprima le Conseil d'État, il se fit élire à l'Assemblée constituante lors des Élections législatives de 1848 dans la Mayenne (8e sur 9 par 39.966 voix sur 93.437 votants et 105.259 inscrits) et vota généralement avec la droite : pour le rétablissement du cautionnement des journaux, contre le droit au travail, contre le bicamérisme, contre l'amendement Grévy, pour le remplacement militaire, pour la proposition Rateau, contre la diminution de l'impôt du sel, pour la suppression des clubs.
Lors de l'Élection présidentielle française de 1848, il se prononça pour le général Eugène Cavaignac et appuya sa candidature dans la Mayenne. Après cette élection, il se rallia à la politique du prince-président Louis-Napoléon Bonaparte. Rentré au Conseil d'État, le 18 avril 1849, il vota cependant avec la minorité de ce conseil contre le Coup d'État du 2 décembre 1851.

### Sous le Second Empire
Il fut maintenu au Conseil d'Etat après le coup d'État du 2 décembre 1851 par décret du 25 janvier 1852. Le 26 juin 1852, il soutint devant le Corps législatif, comme conseiller d'État, le projet de loi relatif aux interdictions de séjour dans le département de la Seine et à Lyon. Protégé de Billault, il devint président de la section du contentieux le 31 juillet 1852.
Napoléon III le nomma ministre de l'Intérieur, le 23 juin 1863 en remplacement de Victor de Persigny. Il se signala par le zèle avec lequel il fit appliquer les mesures restreignant la liberté de la presse.
Nommé sénateur le 28 mars 1865, le jour même où il était écarté du ministère par Rouher au profit de Charles de La Valette, il fut ensuite nommé aux fonctions de secrétaire (31 mars 1865) puis de premier vice-président (17 novembre 1865) du Sénat.
Il prit sa retraite comme ministre le 7 avril 1866 et quitta la vie publique après la chute du Second Empire. Il avait été fait successivement chevalier de la Légion d'honneur (5 mai 1840), officier (13 août 1855), grand-officier (14 août 1862) et grand-croix (6 novembre 1864).
Il est élu aux Élections cantonales de 1842 dans la Mayenne, et fait partie du conseil général de la Mayenne dont il est plusieurs fois président. A toutes ces dignités, il joignait celle de membre du conseil central des églises réformées de France, à laquelle il fut nommé le 25 mars 1852.

### La chute du Second Empire
A la chute du Second Empire, il quitte le sénat, où il avait fait partie du petit nombre de ses membres qui votèrent contre la Guerre franco-allemande de 1870. Aux Élections cantonales de 1871, il échoua malgré son adhésion à la République. 
Il est élu aux élections cantonales de 1874, à la suite du décès de son beau-frère Prosper Gasté, dans le Canton du Horps qu'il représentait au conseil général. Il est aussi conseiller municipal de Louverné, après une carrière politique majeure. Il échoue aux Élections sénatoriales de 1876.

### Postérité
Son portrait a été peint par Jean-Adolphe Lafosse en 1866. Le quai Paul-Boudet à Laval (du Vieux Pont au pont d’Avesnières) a été construit à la suite de la crue de 1863. Le conseil municipal d’alors demanda l’établissement d’une digue insubmersible.

## Distinctions
- Grand-croix de la Légion d'honneur

## Galerie

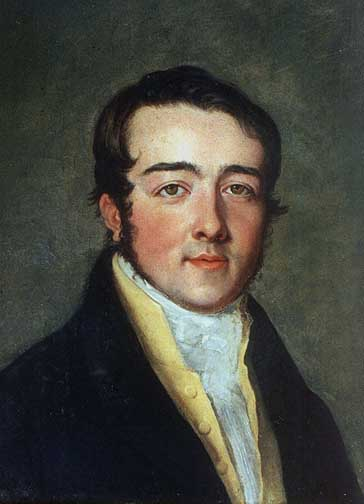
Paul Boudet, jeune
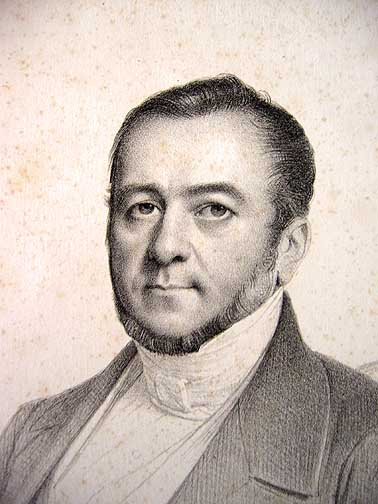
Paul Boudet, gravure
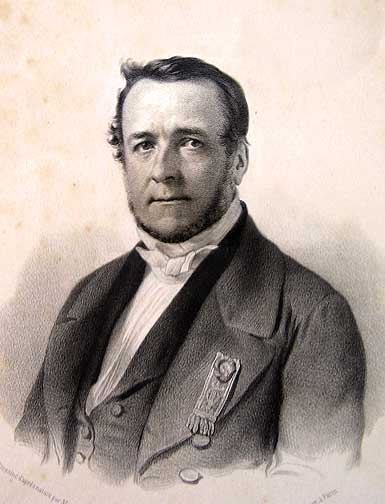
Paul Boudet, député
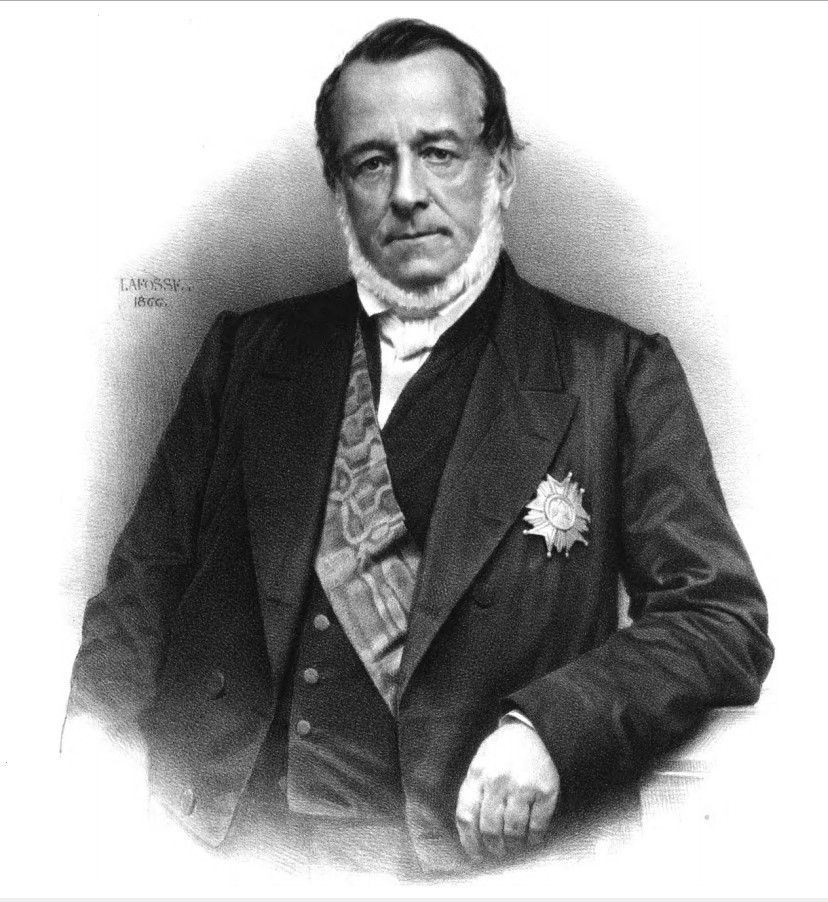
Paul Boudet, ministre
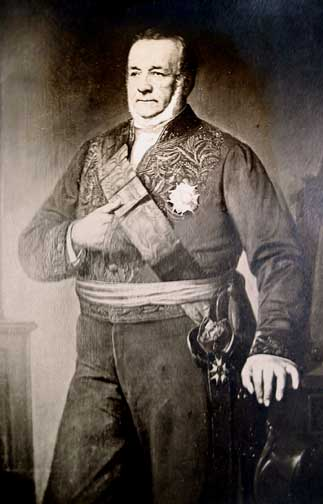
Paul Boudet, âgé